# Favonius chosenicola
Favonius chosenicola är en fjärilsart som beskrevs av Felix Bryk 1946. Favonius chosenicola ingår i släktet Favonius och familjen juvelvingar. Inga underarter finns listade i Catalogue of Life.